# 东河水库
东河水库是中国云南省楚雄彝族自治州禄丰县境内的一座水库，位于东河上，建于1957年。水库正常库容为1284万立方米，集雨面积为583平方千米，海拔为1736.68米。

## 概述
东河水库建在元江水系星宿江支流上，坝址以上控制流域面积582平方公里。1957年8月动工，1958年12月竣工，最初总库容4262万立方米。1966年，加高土坝1米，培厚外坝坡15米，坝高达到24米。坝顶长106米，顶宽4米。主要配套工程有输水涵洞、溢洪道、主干渠。主要供应禄丰县县城用水。